# Église Saint-Chrysole de Comines (France)
Ne doit pas être confondu avec Église Saint-Chrysole de Comines (Belgique).
L'église Saint-Chrysole est une église catholique située à Comines, en France.

## Localisation
L'église est située dans le département français du Nord, au nord de la commune de Comines. Elle se trouve en face de l’hôtel de ville construit à la même époque et non loin de la Lys qui marque la frontière franco-belge.

## Historique

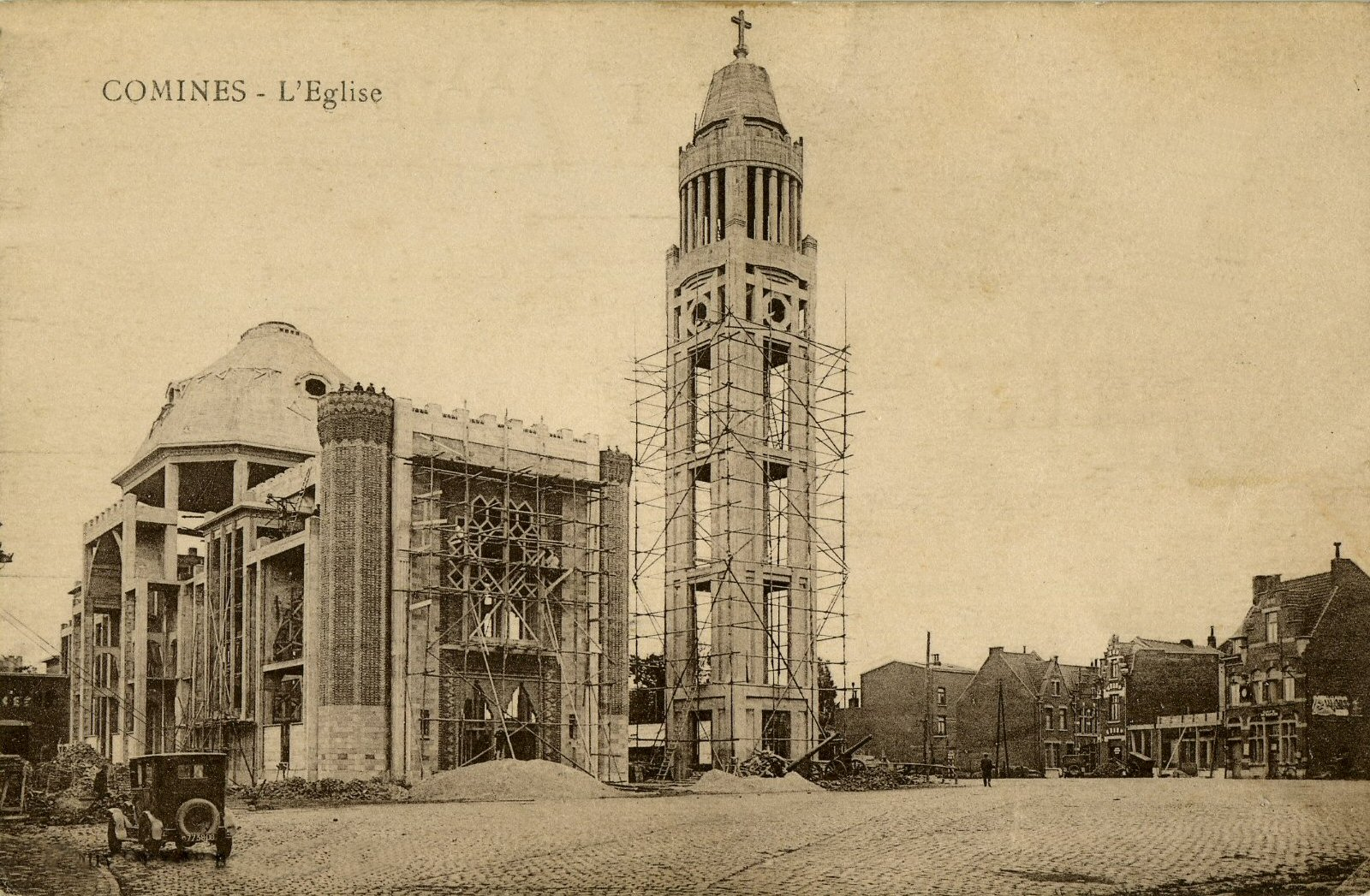
Construction de l'église Saint-Chrysole à Comines.

En 1925, on entreprend la construction d'une nouvelle église, la précédente ayant été détruite lors de la grande guerre. Le béton armé, matériel innovant à cette époque, est utilisé pour son ossature. Les parties ajourées du clocher de 51 m sont comblées avec des briques de sable et des parpaings de différentes couleurs. 
L'église, de style néo-byzantin, œuvre des architectes Maurice Storez et Dom Bellot, est inaugurée le 7 juillet 1928 mais n’est totalement achevée qu’en juin 1929. 
Elle dispose de nombreux vitraux œuvres de M. Hollart.   
Ses orgues, construits en 1933 par Grammet, ont été détruits en août 2016 (actuellement remplacés par un orgue électronique). 
Sa composition était la suivante : 
Grand Orgue: Bourdon 16', Montre 8', Flûte Harmonique 8', Bourdon 8', Prestant 4', Flûte Ouverte 4', Quinte 2 2/3', Doublette 2', Fourniture 3-4 rangs, Cymbale 2-3 rangs, Trompette 8', Clairon 4'. 
Positif Expressif: Diapason 8', Cor de Nuit 8', Prestant 4', Flageolet 2', Sesquialtera 2 rangs, Basson 8'.
Récit Expressif: Quintaton 16', Flûte Traversière 8', Bourdon 8', Gambe 8', Voix Céleste 8', Flûte Ouverte 4', Nazard 2 2/3', Plein-Jeu 3 rangs, Trompette 8'.
Pédale: Contrebasse 16', Soubasse 16', Flûte 8', Bourdon 8', Principal 4', Bombarde 16', Trompette 8', Clairon 4'.
Avec le temps et l'âge du béton, des réparations se sont avérées nécessaires. Une déconstruction a un temps été envisagée. Les Cominois ont été sondés lors d'un référendum local organisé en 1996. Les habitants se sont prononcés contre cette déconstruction. 
L’église est classée monument historique depuis le 9 septembre 2002.

## Galerie de photographies

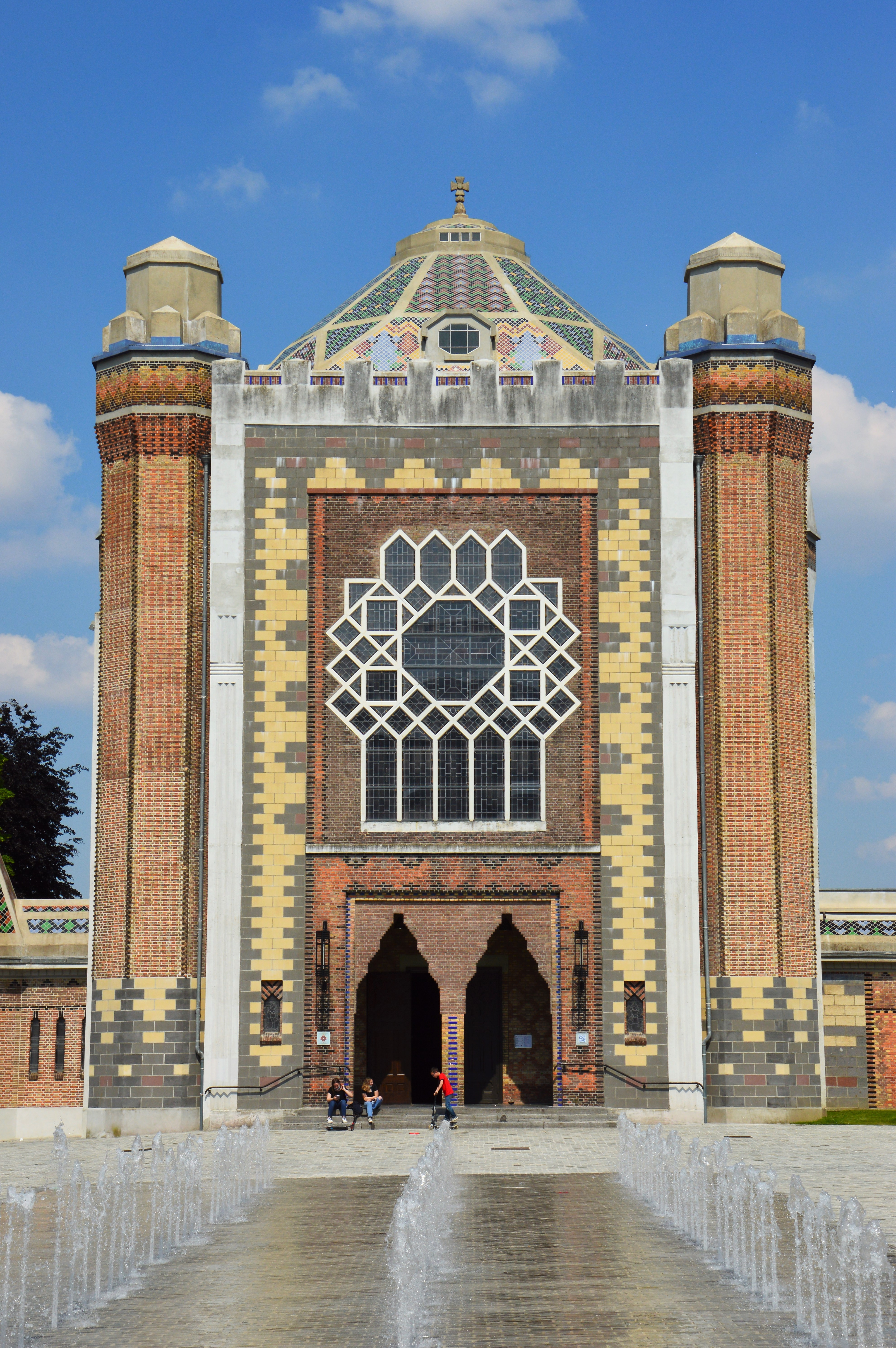
Façade.
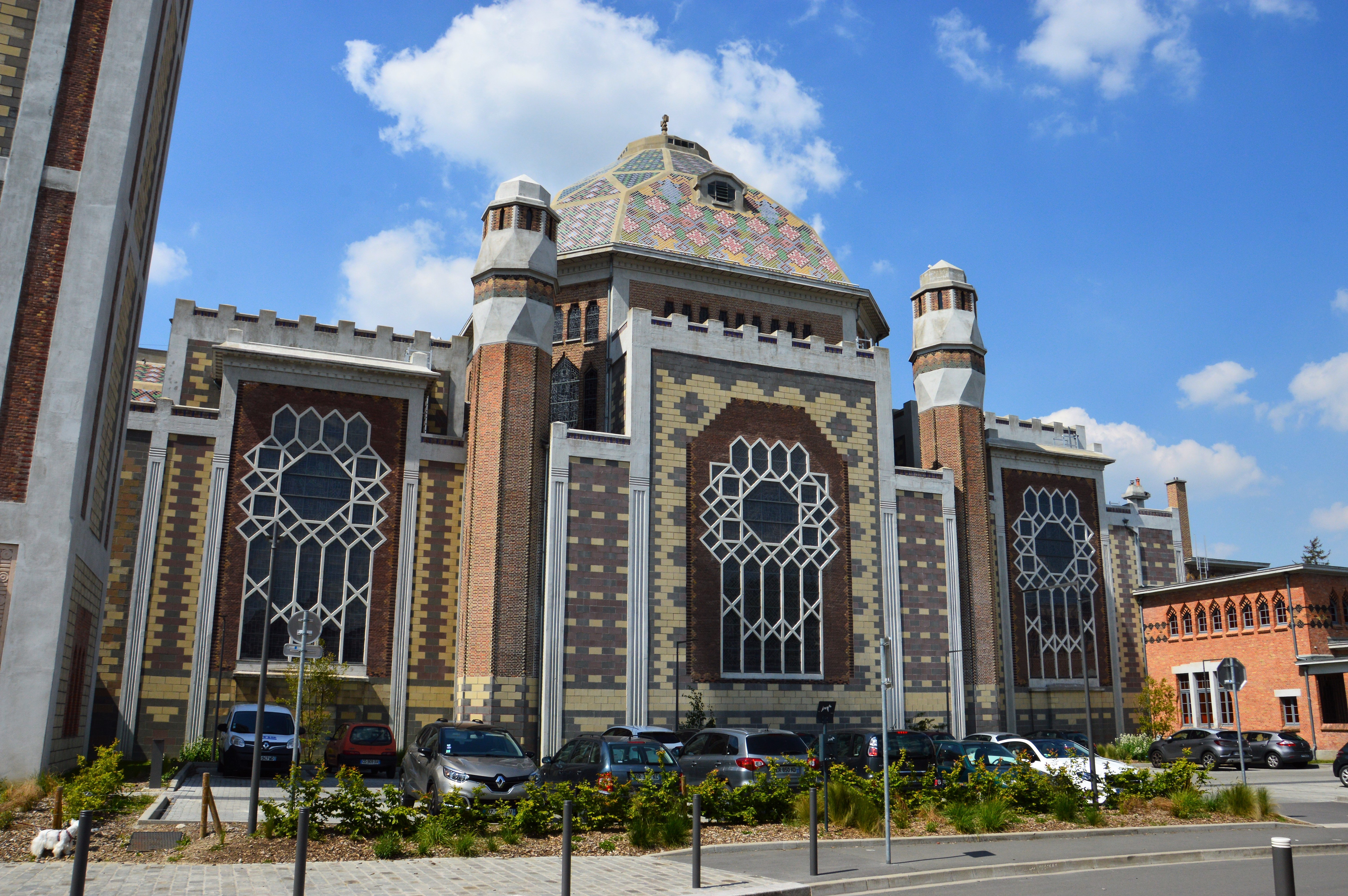
Vue latérale.
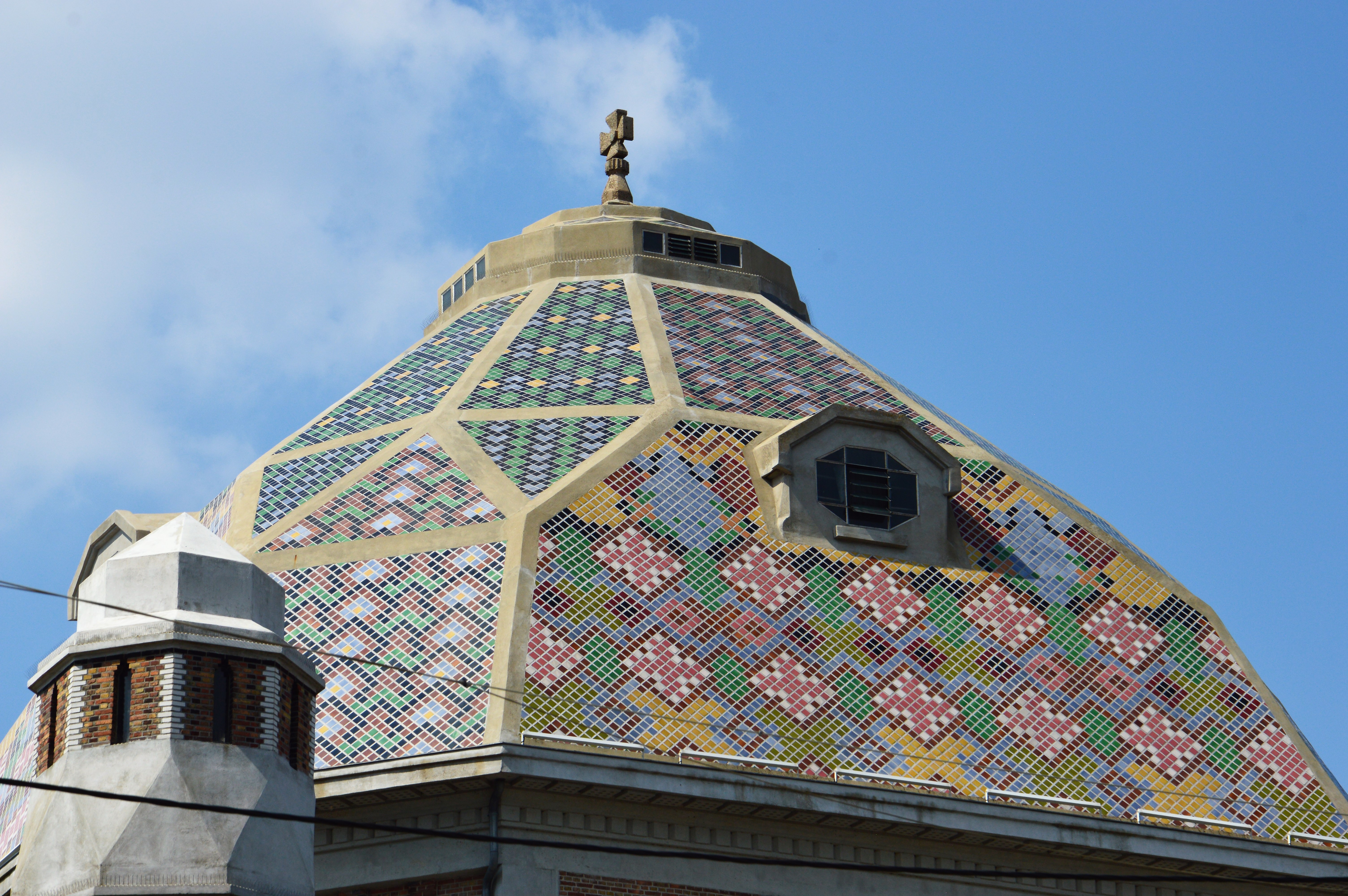
toiture du dôme.
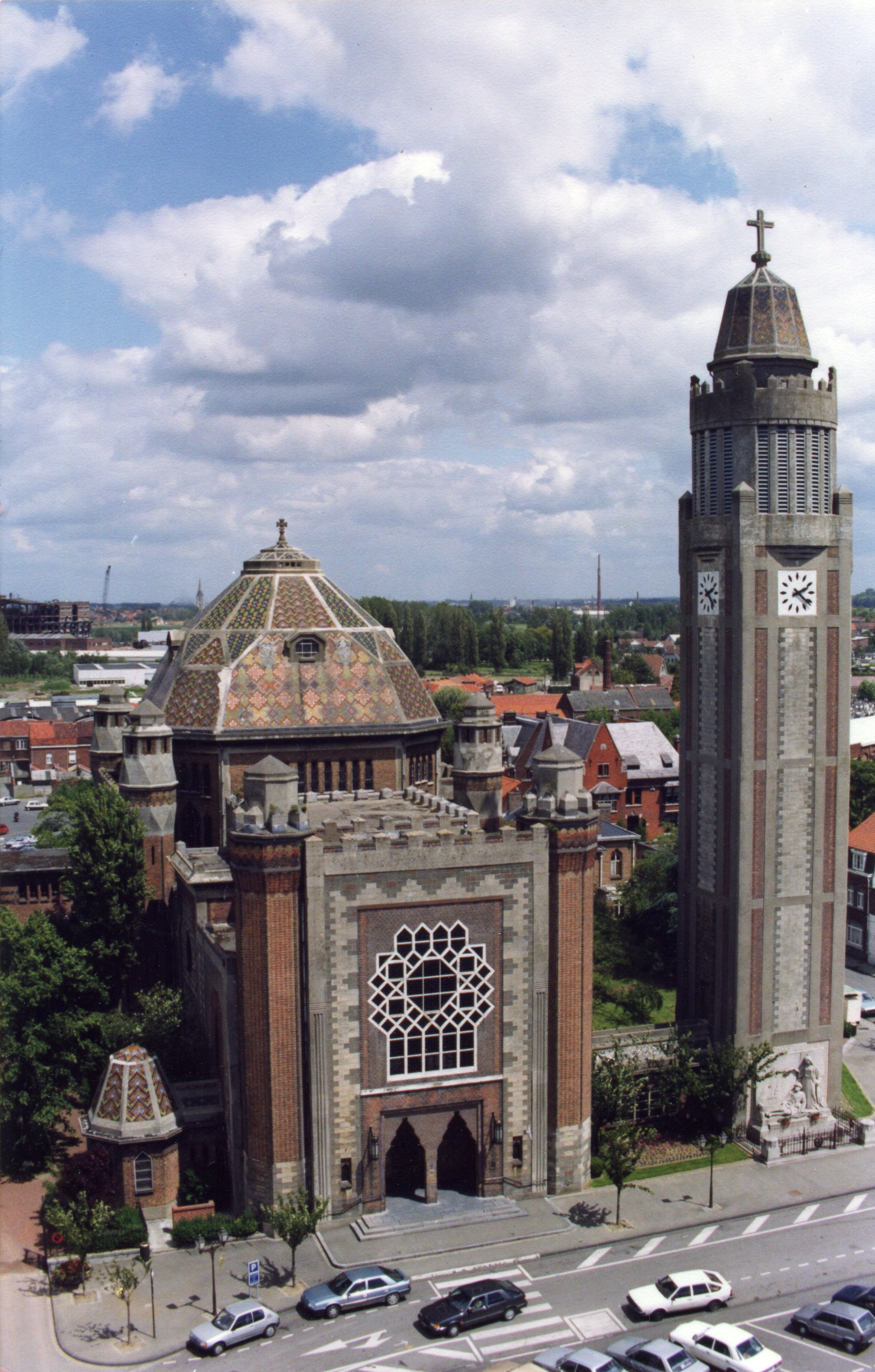
L'église, vue du beffroi de l'hôtel de ville de Comines.
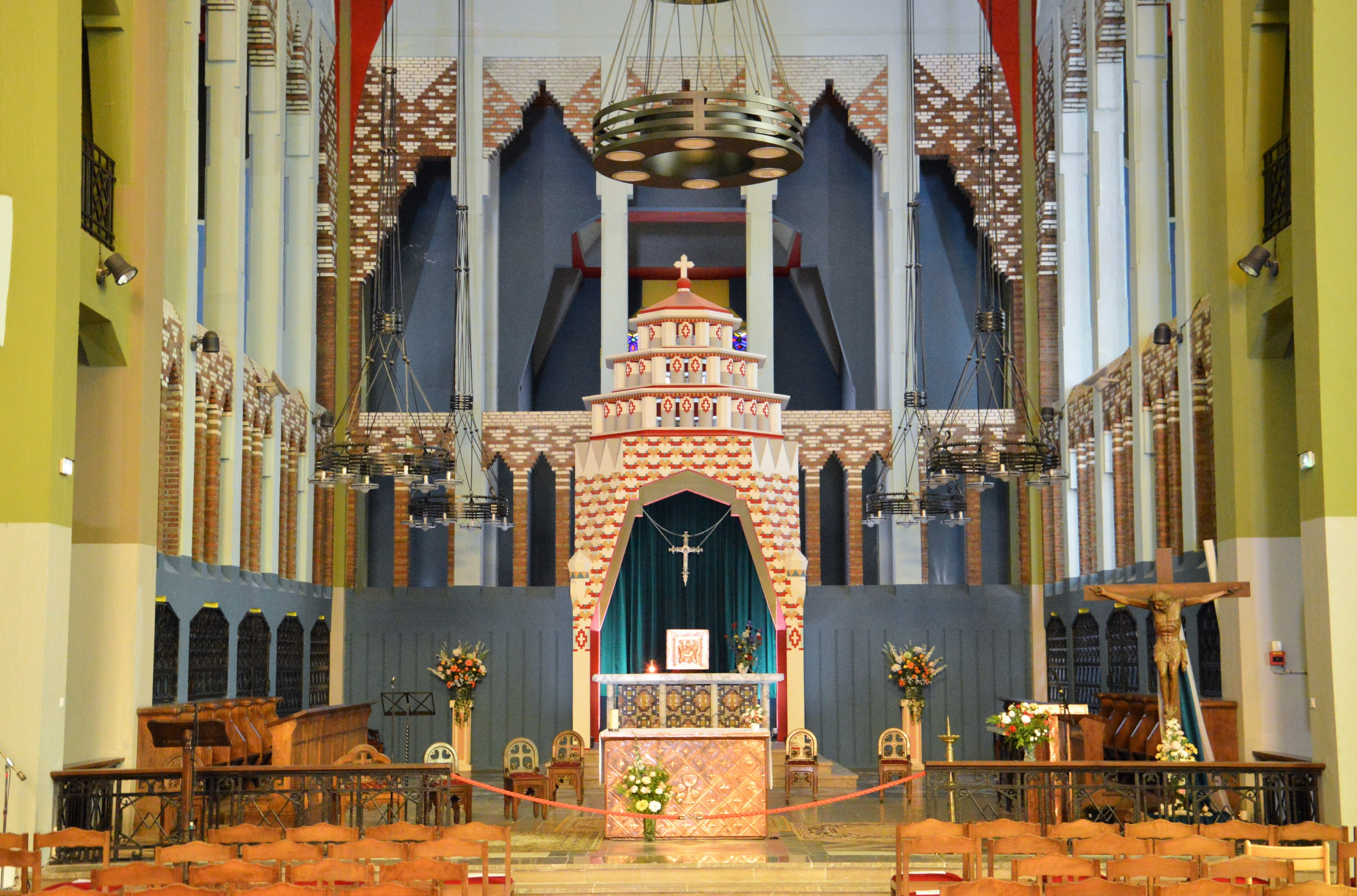
Chœur (vue générale)
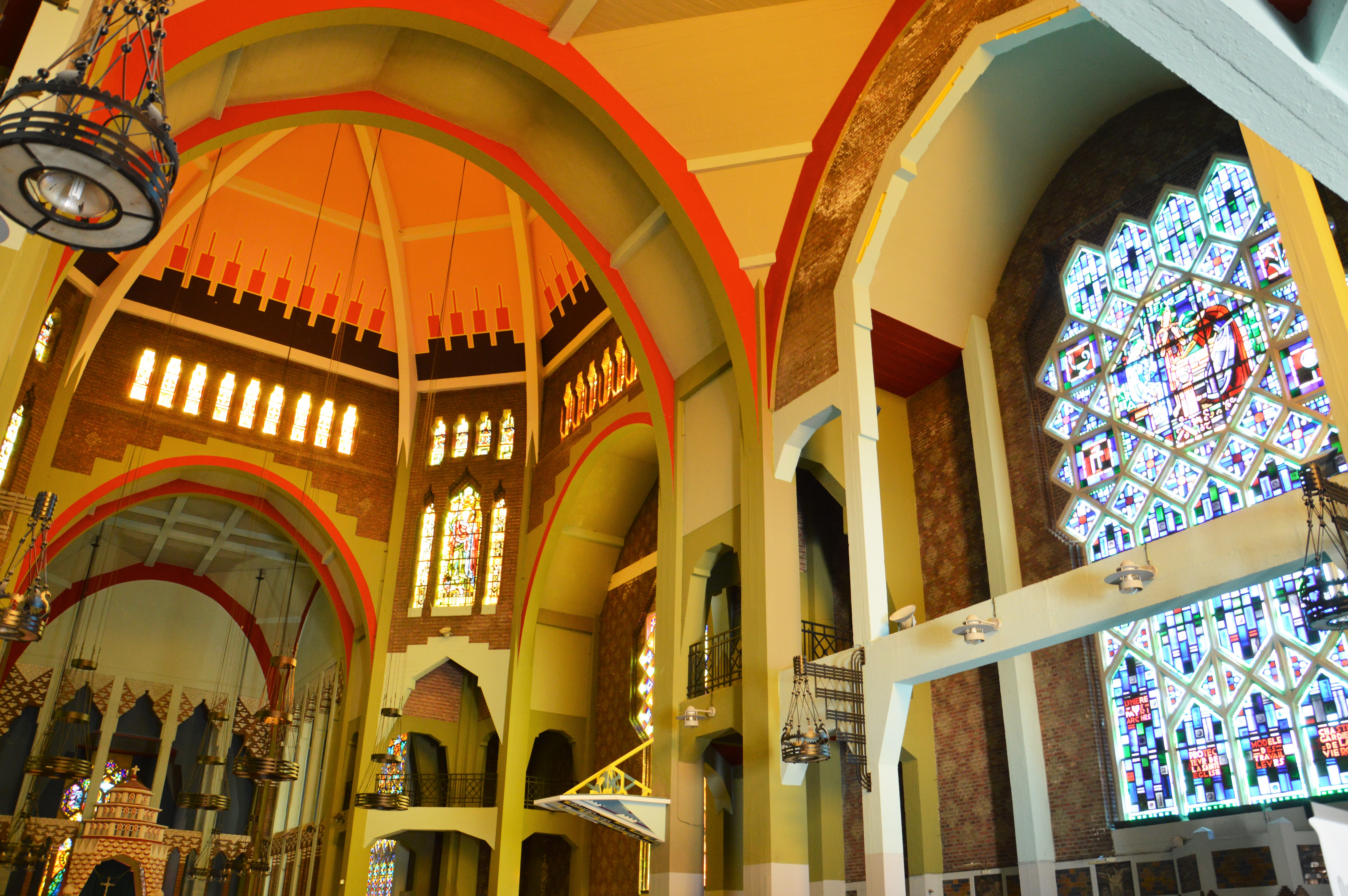
Intérieur